# Carl F. Wandel
 Der er flere personer med dette navn, se Carl F. Wandel (flertydig).
Carl F. Wandel (født 18. juni 1929 , død 27. marts 2025) var en dansk professor i fysik, som var rektor for Aarhus Universitet fra 1977 til 1983.
Wandel var født i Argentina, men voksede op i Danmark. Efter studentereksamen fra Christianshavns Gymnasium fortsatte han med studier i fysik på Københavns Universitet, hvorfra han opnåede en magistergrad i 1954. Her læste han under Niels Bohr. Derefter fulgte en periode som videnskabelig medarbejder ved Massachusetts Institute of Technology, hvor han udforskede atomkernernes indre.
Han kom i sommeren 1959 til Aarhus Universitet som gæsteforelæser i reaktorfysik. Han var egentlig ansat på Risø på det tidspunkt, men det endte med, at han i 1964 - i en alder af 34 - blev udnævnt til professor i fysik. Her beskæftigede han sig med reaktorfysik og plasmafysik. Senere blev han institutleder og dekan for Det Naturvidenskabelige Fakultet, før han i 1977 blev valgt som rektor.
Som rektor efterfulgte han professor Erik Rasmussen, der forlod stillingen efter kort tid, hvor han havde kæmpet med rod i regnskaberne og intern strid i universitetets administration. Carl F. Wandel fik rettet op på sagerne og endte med at blive kaldt "hele universitetets mand". Han søgte at styrke den akademiske frihed og havde samtidig blik for universitetets forpligtelser over for samfundet.
Samtidig var han optaget af samarbejdet mellem universiteter i Europa og var med til at grundlægge det, der senere blev kendt som ERASMUS-programmet, som skaber rammer for udveksling af studerende og unge forskere.
Efter to valgperioder valgte han dog at stoppe og vendte tilbage til professorgerningen og plasmafysikken indtil han i 1999 lod sig pensionere, idet han her faldt for aldersgrænsen.
Som forsker markerede han sig også i den offentlige debat. Han fandt det ærgerligt, at Danmark tidligt afviste atomkraft, der ifølge ham var en bedre energikilde end fossile brændsler. Det var i samtiden et kontroversielt standpunkt.
Carl F. Wandel medvirkede i 2022 i DR-serien "Niels Bohrs Hemmelighed", hvori han berettede om sin egen relation til den kendte forsker.